# 20 de Noviembre, Siltepec
20 de Noviembre är en ort i Mexiko.   Den ligger i kommunen Siltepec och delstaten Chiapas, i den sydöstra delen av landet, 800 km sydost om huvudstaden Mexico City. 20 de Noviembre ligger 1 635 meter över havet och antalet invånare är 257.
Terrängen runt 20 de Noviembre är huvudsakligen bergig, men åt nordväst är den kuperad. Runt 20 de Noviembre är det ganska tätbefolkat, med 83 invånare per kvadratkilometer. Närmaste större samhälle är El Porvenir de Velasco Suárez, 10,3 km söder om 20 de Noviembre. I omgivningarna runt 20 de Noviembre växer i huvudsak blandskog.